# Брюханов Олексій Омелянович
Олексій Омелянович Брюханов (16 лютого 1899, с. Бедокське, Канський повіт, Єнісейська губернія, Російська імперія — 22 січня 1980, м. Одеса) — український фізик, спеціаліст з металофізики, професор Одеського державного педагогічного інституту імені К. Д. Ушинського.

## Біографія
Олексій Омелянович Брюханов народився 3 (16) лютого 1899 року в с. Бедокське Єнісейській губернії Росії у селянській родині. З 1909 по 1914 роки Олексій Брюханов навчався у чотирикласному міському училищі Нижньоудинська Іркутської губернії. 27 березня 1914 року він одержав паспорт з дозволом жити у різних містах Російської імперії. У тому ж році він вступив до Іркутського промислового училища, яке закінчив напередодні революції. Працював слюсарем паровозного депо в Іркутську, помічником машиніста паровоза у Читі.
У 1922—1923 роках служив у лавах Червоної Армії. В 1929 році закінчив фізико-механічний факультет Ленінградського політехнічного інституту, яким керував академік А. Ф. Йоффе. По закінченні навчання працював науковим співробітником у Азербайджанському нафтовому науково-дослідному інституті, 1932—1934 роках — у Ленінградському Фізико-технічному інституті під керівництвом А. Ф. Йоффе. У 1934—1945 роках завідував кафедрою металофізики Горьківського фізико-технічного інституту.
13 липня 1938 року рішенням ради Московського університету був затверджений у науковому ступені кандидата фізико-математичних наук без захисту дисертації. У 1939 році захистив докторську дисертацію у Ленінградському фізико-технічному інституті. Диплом доктора наук одержав 7 березня 1946 року Одночасно він був затверджений у вченому званні професора кафедри металофізики.
З січня 1945 року до 1948 року працював деканом фізико-математичного факультету та завідувачем кафедри рентгенометалофізики Одеського державного університету імені І. І. Мечникова. З 1948 до 1960 року обіймав посаду завідувача кафедри Одеського вищого інженерного морехідного училища. В 1960—1966 роках завідував кафедрою металофізики Одеського університету. З 1966 до 1980 року працював професором кафедри фізико Одеського державного педагогічного інституту імені К. Д. Ушинського.
Помер 22 січня 1980 року в м. Одеса. Похований на Новоміському (Таїровському) кладовищі.

## Наукова діяльність
Досліджував проблеми впливу холодної обробки на фізичні та механічні властивості металів та сплавів. Запропонував гармонійний метод аналізу текстурного стану деформованих та рекристалізованих полікристалів. Ним була знайдена температурна точка пружної ізотропії монокристалів кубічної системи. Створив прилади для вимірювання слабких магнітних полів.
Брюханов є автором 90 наукових праць, опублікованих у багатьох вітчизняних та зарубіжних фізичних журналах.
Праці
- Конспект лекцій по рентгеноструктурному аналізу: В 3 ч. — Одесса, 1964—1965.
- Зміна модуля Юнга при відпусках патентованих сталей//Український фізичний журнал. — 1966. — Т. 11, № 3. — С. 321—325.
- Зміна пружних властивостей загартованих вуглецевих сталей в області третього перетворення// Український фізичний журнал. — 1967. — Т. 12, № 8. — С. 29–33.

## Родина
Син: Аркадій Олексійович Брюханов — доктор технічних наук, професор. Завідував кафедрою фізики Південноукраїнського педагогічного університету імені К. Д. Ушинського.
Донька: П. О. Калинець — кандидат фізико-математичних наук. Працювала доцентом кафедри фізики Одеського інституту холодильної промисловості.